# Палаццо Антинори
Палаццо Антинори (итал. Palazzo Antinori) — палаццо (дворец) во Флоренции, столице Тосканы, памятник истории и архитектуры эпохи итальянского Возрождения. Расположен в центре города, на площади Пьяцца Антинори, в конце улицы Виа де Торнабуони.

## История
Дворец построен между 1461 и 1466 годами, возможно, по проекту Джулиано да Майано (в иных источниках называется имя Джулиано да Сангалло) для Джованни ди Боно Бони. 
В 1475 году из-за финансовых проблем незавершённое здание было выставлено на продажу семьёй Бони, а затем перешло к семье Мартелли: братьям Карло и Уголино. 
После смерти Уголино в 1494 году Карло решил продать здание. История с продажей затянулась и только в 1506 году здание перешло к Никколо Антинори, который решил перестроить дворец. Эта задача была поручена Баччо д’Аньоло, который спроектировал новый фасад и внутренний сад, придав зданию его современные размеры.
Семья Антинори по-прежнему владеет городским дворцом и землями по всей Тоскане, где производят знаменитые вина, в том числе винсанто, а также оливковое масло и другие продукты.

## Архитектура
План здания типичен для флорентийских палаццо — параллелепипед, рустовка стен, арочные окна, сильно выдающийся карниз, венчающий здание, внутренний двор с аркадой (ныне частично застеклённой) и садом. Внутренний двор (кортиле) с трёх сторон окружён типично ренессансными аркадами, восходящими к творениям Брунеллески и Микелоццо (Палаццо Медичи-Риккарди). Однако в целом дворец выглядит более средневековым, чем ренессансным

## Сад
На плане Флоренции 1584 года Палаццо Антинори уже имеет сад, окружённый зубчатой стеной. Дверь, ведущая из дворца в сад, напоминает дверь Палаццо Бартолини-Салимбени, на этом основании её приписывают работе Баччо Д’Аньоло. В саду есть несколько цветников, похожих на монастырские сады XIV—XV веков, у одной из стен выделяется замечательный нимфей в стиле XVIII века с пористыми камнями и статуей Венеры в оригинальной нише.